# Hodouvou
Hodouvou (ou Houdouvou) est le nom de trois villages du Cameroun situés dans la région de l’Extrême-Nord, le département du Diamaré et la commune de Meri, tous relevant du canton de Kalliao : Hodouvou-Guiziga, Hodouvou-Mbaïwa et Hodouvou-Moufou.

## Population
En 1974, Houdouvou-Guiziga comptait 287 habitants, des Guiziga ; Houdouvou-Mbaïwa en comptait 146, des Moufou et Hodouvou-Moufou en comptait 82, également des Moufou.
Lors du dernier recensement de 2005, on a dénombré 869 personnes pour l'ensemble des trois villages, soit 453 hommes et 416 femmes : Hodouvou-Guiziga avec 393 habitants dont 205 hommes et 188 femmes ; Hodouvou-Mabaiwa avec 210 habitants dont 109 hommes et 101 femmes ; et Hodouvou-Moufou avec 266 habitants, dont 139 hommes et 127 femmes.

## Économie

### Éducation
Houdouvou a une école publique de niveau 3 depuis 1990. En 2016, l’état de bâtiments de cette école est jugé passable mais sans latrines, ni points d’eau, ni clôture, logements d’astreinte, encore moins un système d’assainissement ou de reboisement. Les structures de gestion sont présentes.

### Eau et énergie
Le plan communal de développement prévoit l’extension du réseau de moyenne tension de Kalliao (pose d’un transformateur BT) vers Houdouvou sur une distance d’un km.

### Initiatives de développement
En 2016, il est prévu dans le plan communal notamment dans le domaine éducatif la construction et la réhabilitation de salles de classe, la construction de clôture, de points d’eau, la, l’acquisition de tables-bancs et autres équipements de salles de classe comme les tableaux muraux, les armoires, la construction de logements d’astreinte.